# Szpęgawsk
Szpęgawsk – wieś kociewska w Polsce położona w województwie pomorskim, w powiecie starogardzkim, w gminie Starogard Gdański przy drodze krajowej nr 22 i przy linii kolejowej nr 203 Tczew – Kostrzyn.
Miejscowość jest położona na przesmyku lądowym pomiędzy jeziorami Szpęgawskim Północnym i Szpęgawskim Południowym. W Szpęgawsku znajdują się fundamenty gotyckiego kościoła, klasycystyczny dwór z narożnymi ryzalitami z ok. 1800 r. oraz dom z okazałym podcieniem z I poł. XIX w.
W latach 1975–1998 miejscowość administracyjnie należała do województwa gdańskiego.
W Szpęgawsku urodził się Bogdan Wenta - sportowiec, poseł, prezydent Kielc.